# Dendronephthya aruensis
Dendronephthya aruensis är en korallart som beskrevs av Kükenthal 1910. Dendronephthya aruensis ingår i släktet Dendronephthya och familjen Nephtheidae. Inga underarter finns listade i Catalogue of Life.